# Kink (sexualitet)
Kink är en dragningskraft till ovanliga upplevelser som framkallar njutning. På engelska används ordet som synonymt med ordet fetisch, men på svenska har orden två skilda meningar. Utövande av kink kan vara väldigt riskabelt, om det görs utanför de principer som BDSM-världen etablerat.

## Etymologi
Ordet kink är engelska, med grundbetydelsen böj eller ögla på rep. Det kom under 1670-talet från nederländskan och förekommer också på franska och svenska (sedan 1765) i denna betydelse. Ordet är sannolikt historiskt släkt med engelskans kick (spark[a]). På engelska syftar adjektivet kinky på att ha '(sexuellt) avvikande smak', alternativt på smaken i sig.
1803 användes ordet i överförd betydelse, som en udda känsla, infall eller mental förvrängning, hos Thomas Jefferson. I en text från 1965 hade det betydelsen "sexuellt abnorm person", och åtta år senare etablerades betydelsen som "sexuell perversion, fetisch eller parafili".

## Maktspel
En vanlig kink är utbytet av makt. I den mest grundläggande formen består detta av en dominant (överordnad) roll och en submissiv (underordnad) roll. I BDSM-sammanhang brukar här betonas ansvarsdelegering och gränsdragning, där agerande utanför det delegerade ansvaret anses vara maktmissbruk (precis som inom vilken annan situation involverande makt som helst). Ofta används maktspel som ett ramverk för andra kinks, så som utbyte av smärta, men detta är inget krav.

### Master/slave
I Master/slave-spel underkastar sig en person (BDSM-slaven) en annan persons vilja (BDSM-mastern). M/s utövas vanligtvis i två stora kategorier: sexuell M/s och service M/s. Under Sexuell M/s är målet med underkastelsen att sexuellt tillfredsställa Mastern. I service M/s är målet att tillfredsställa Mastern genom olika former tjänster så som att diska eller laga mat. M/s utövas både i scener och som livsstil.
En fundamental del av M/s är existensen av protokoll. Det vill säga olika regler eller procedurer som måste utföras av den BDSM-slaven. I de mest grova formerna av M/s tillämpas TPE (Total Power Exchange), där Mastern styr varje element av scenen eller i livsstilskink hela BDSM-slavens liv.

### Tamer/brat
Brat taming går ut på ett maktutbyte där målet är för bratten att bryta mot vissa av reglerna som etablerats inom relationen, och för Brat tamern att införordna bratten i reglerna. I bratliferelationer så finns fortfarande gränser som inte korsas, och regler som inte är menade att brytas. Man gör skillnad på ”funishment” och ”punishment”. Där det förstnämnda är resultatet av ”tillåten” brating och den andra är resultatet av korsandet av regler som inte ska brytas. Funishment är en roliga upplevelse för både Tamern och bratten, medan punishment ofta är en obehaglig, otrevlig och oönskad upplevelse för både Tamern och bratten.
Bratting utövas lättast som livsstil på grund av säkerhetsaspekter samt faktumet att det är svårt att bryta mot regler utan att först etablerat en relation. Det är också svårt att utöva bratting i förbestämde scener, då detta för många går emot den lite flamsiga naturen av bratting.

### Daddy/Moma/little
DDlg eller MDlb bygger på vårdande dominans med en dominant fostrande part, och en undergiven part som ska fostras. Denna formen av maktutbyte räknas ibland till ”gentle domination”, men kan också kombineras med Brat taming, och får då oftast betydligt grövre undertoner.